# Léal Souvenir
Léal Souvenir (ou Timotheus ou Retrato de um Homem) é uma pequena pintura a óleo sobre carvalho de 1432 do pintor flamengo Jan van Eyck. Não se conhece a identidade do homem, as as suas características sugerem um indivíduo histórico e não um mero modelo idealizado, habitual nos retratos contemporâneos do Renascimento nórdico; observa-se uma contradição entre a sua aparência despretensiosa e a sua expressão sofisticada e enganosa. O retrato está inserido numa imitação de parapeito que contém três níveis de inscrições pintadas, cada uma delas aparentando ter sido gravadas na pedra. Van Eyck não tinha um conhecimento elevado da grego ou de latim, levando-o a cometer alguns erros; as leituras efectuadas pelos modernos académicos não são consensuais. A primeira inscrição está numa forma de grego e parece estar escrito "TYΜ.ωΘΕΟC", a qual não foi traduzida de forma satisfatória, mas tem levado a que o trabalho se intitule de Timotheus. Ao meio, a inscrição está em francês, e pode ler-se "Leal Souvenir" (Lembrança Leal) e indica que o retrato é comemorativo, pintado após a morte do homem. A terceira inscrição é a assinatura de van Eyck e a data de execução escritas de forma semelhante à linguagem jurídica, sugerindo, assim, que o homem estaria envolvido nesta profissão.
As características do modelo têm sido descritas como "simples e rústicas", no entanto, ele é apresentado como pensativo e introspectivo. Vários historiadores de arte que analisaram o retrato, referem uma possível tristeza, dor ou melancolia na sua expressão. O historiador Erwin Panofsky sugere que ele sofre de "solidão". O painel foi adquirido em 1857 pela National Gallery de Londres, on se encontra em exposição permanente.
O homem seria suficientemente importante para pertencer ao círculo de membros da corte do príncipe da Borgonha, Filipe, o Bom, de tal forma que teve direito a ser pintado com uma aparência histórica. O historiador de arte do século XIX Hippolyte Fierens Gevaert identificou o texto "TYΜ.ωΘΕΟC" com o músico grego Timóteo de Mileto. Panofsky tirou a mesma conclusão, eliminando outros cidadãos gregos com o mesmo nome; o seu passado era religiosos ou militar, profissões que não se coadunavam com as vestes deste homem. Panofsky acredita que o modelo seria um músico da alta esfera social na corte de Filipe. Pesquisas mais recentes apresentam-no como sendo o rei D. Duarte I de Portugal, que escreveu o "Leal Conselheiro" e onde o pintor esteve de passagem na sua corte, e outros focam-se na forma da terceira inscrição sugerindo a ideia de que o homem seria um conselheiro jurídico da coroa, talvez até reportando ao próprio van Eyck.